# Universidad Madero
La Universidad Madero de Puebla tiene su origen en el Instituto Mexicano Madero y es una institución de educación superior situada en San Andrés Cholula, a 120 kilómetros de Ciudad de México.

## Historia

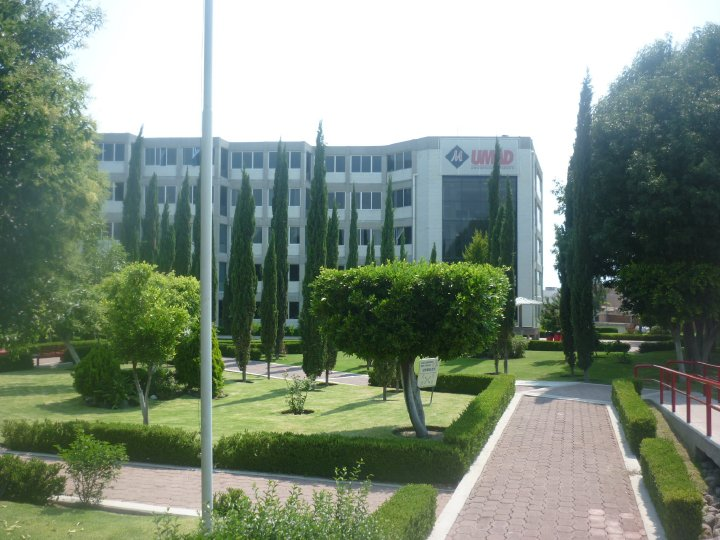
Universidad Madero Campus Puebla

En 1982 el Instituto Mexicano Madero (IMM), de la Iglesia Metodista de México, da paso a la enseñanza de estudios superiores y es así cuando se funda la Escuela Superior de Contaduría y Administración del IMM la cual con el tiempo se transformaría en la Universidad Madero. 
El 18 de agosto de 1982 se da una conferencia de prensa a los representantes de varios periódicos locales para anunciar de manera formal ante la sociedad que el IMM abre su Escuela de Estudios Superiores, incorporada a la UNAM. 
El 6 de septiembre del mismo año se inician los cursos de las licenciaturas en las instalaciones del instituto de la 17 poniente. 
El 24 de septiembre se lleva a cabo la inauguración oficial de la Escuela de Contaduría y Administración como Institución de Educación de Educación Superior, con planes y programas de estudio de la Universidad Nacional Autónoma de México. 
En 1986 la Escuela Superior adquiere rango de “Universidad”. 
En 1990 la Universidad Madero se desincorpora de la UNAM, y registra sus estudios en la SEP
En diciembre de 1991 se inicia la construcción del Campus Puebla ubicado en Camino Real a Cholula en Puebla, para 1998 se establece el Campus Papaloapan ubicada en Tuxtepec Oaxaca.
Hoy, en pleno Siglo XXI, la Universidad Madero ofrece 29 programas de licenciatura y 10 programas de posgrado, dando un total de 39 programas académicos en sus dos campus, tanto presenciales como en línea, así como cursos no escolarizados, en modalidad de talleres y diplomados coordinados por Educación Continua.
El Campus Puebla se encuentra cerca de una de las regiones turísticas más importantes del estado, la Zona arqueológica de Cholula. Pero además, al situarse entre los municipios de Puebla, San Andrés Cholula, San Pedro Cholula y Cuautlancingo, está a solo unos minutos de centros comerciales, vialidades de gran importancia y sitios de interés para residentes y turistas.
El Tigre Blanco fue elegido como mascota de la UMAD en 1999 por medio de un concurso en el que participó toda la comunidad universitaria. La idea de que este felino representara a los equipos deportivos de la Universidad Madero, surgió porque unos años atrás en un zoológico poblano, había nacido el primer tigre blanco en cautiverio.

## Logros
- Se obtiene el Premio Regional “Mérito exportador“. (1997)
- Se obtiene el Premio Nacional de Exportación.(1997)
- Se obtiene el Premio Regional “Mérito exportador”. (1998)
- Se adquiere el Centro Universitario del Papaloapan, conocido actualmente como la UMAD Campus Papaloapan. (SEM) (1999)
- Acreditación de FIMPES (2002)
- Obtención del primer lugar en “la tesis del millón” con la Tesis “Estrategias de mercadotecnia turística para impulsar el desarrollo del sector en la ciudad de Puebla”. (MKT) (2003)
- Se obtuvo la certificación ISO 9001-2000. (2004)

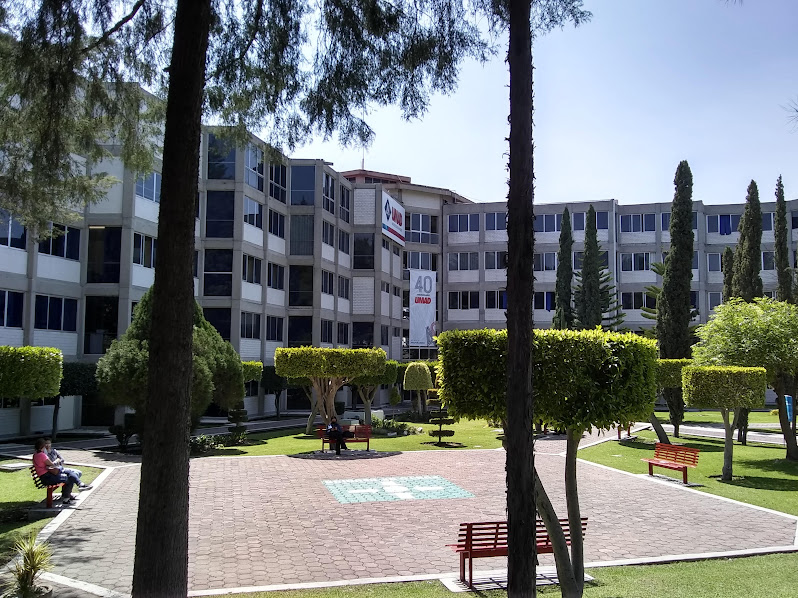
La universidad Madero durante su 40 aniversario

- La universidad Madero durante su 40 aniversarioSe obtiene el premio “Mérito exportador”. (2004)
- Inicio del modelo educativo UMAD, MEBA. (2005)
- Inauguración de la UMAD Campus Papaloapan en Tuxtepec, Oaxaca. (2006)
- Recertificación ISO. (2007)
- Recepción de Certificado como Universidad de excelencia (2008)
- Recertificación ISO (2008)
- Universidad acreditada por FIMPES.
- La UMAD se convierte en la primera universidad de Puebla y en una de las pocas a nivel nacional en iniciar exitosamente la implementación del "SAP University Alliance Program" a nivel Licenciatura confirmado por SAP y documentado en la siguiente URL: http://global.sap.com/latinamerica/news-reader/index.epx?pressid=13404 (enlace roto disponible en Internet Archive; véase el historial, la primera versión y la última). (2010)
- Campeones nacionales CONADEIP baloncesto femenil. (2010)
- Dos medallas de oro, seis de plata y tres de bronce en Atletismo, además del Campeonato Nacional Varonil en Baloncesto Categoría Primera Fuerza y Subcampeonato en fútbol americano juvenil “C”. (2011)
- Inauguración del Sports Center e inicio de los trabajos del Campus Virtual. Campeonato Nacional de Baloncesto Femenil en la categoría de primera fuerza. (2012)
- Primera Universidad de América Latina en recibir un reconocimiento por parte de SAP University Alliance. Se implementa la metodología Ki Wo Tsu Kau como una política de mejora continua (2013)
- Presentación del autoestudio bajo los criterios de efectividad, para obtener la acreditación de la FIMPES. (2015)